# 梅瑟蒂德菲爾足球會
梅瑟蒂德菲爾足球會（英語：Merthyr Tydfil Football Club）是一支位於威爾斯梅瑟蒂德菲爾的職業足球會，曾於英格蘭足球南部聯賽（超聯組）角逐，2019年改名為梅瑟蒂鎮足球會。

## 榮譽

### 聯賽
- 英格蘭足球南部聯賽（超聯組）
  - 冠軍: 1947–48, 1949–50, 1950–51, 1951–52, 1953–54, 1988–89
  - 亞軍: 1952–53, 1997–98
- 英格蘭足球南部聯賽（甲組）
  - 亞軍: 1970–71
- 英格蘭足球南部聯賽（甲組（南部））
  - 亞軍: 1978–79
- 英格蘭足球南部聯賽（甲組（中部））
  - 冠軍: 1987–88
- 英格蘭足球南部聯賽（西）
  - 冠軍: 2002–03
  - 冠軍:  2014–15 英格蘭足球南部聯賽（甲組（西南部））
- 威爾斯足球甲級聯賽
  - 亞軍: 1945–46

### 盃賽
- 威爾斯盃
  - 冠軍: 1949, 1951, 1987
  - 決賽: 1947, 1952
- 威爾斯聯賽盃
  - 冠軍: 1951, 1962, 1981
  - 決賽: 1983

## 球會紀錄
- 出席記錄: 21,000 對戰雷丁, 足總盃第2圏, 1946
- 最高聯賽排名: 英格蘭足球全國聯賽 (第一級）第4名, 1991–92
- 最多進球賽季: 187球於威爾斯足球甲級聯賽, 1945–46
- 失球最少球季: 32球於英格蘭足球南部聯賽（西）, 2002–03